# Ozophora picturata
Ozophora picturata är en insektsart som beskrevs av Philip Reese Uhler 1871. Ozophora picturata ingår i släktet Ozophora och familjen Rhyparochromidae. Inga underarter finns listade i Catalogue of Life.